# Holcobracon inarmatus
Holcobracon inarmatus är en stekelart som först beskrevs av Cameron 1910.  Holcobracon inarmatus ingår i släktet Holcobracon och familjen bracksteklar. Inga underarter finns listade i Catalogue of Life.